# Kigwancha Sports Club
Il Kigwancha Sports Club, anche noto come Kigwancha Sports Team e Sinuiju Locomotive Sports Club, è una società polisportiva nordcoreana con sede a Sinuiju.
È noto principalmente per la sua sezione calcistica, sia maschile che femminile.

## Storia
Venne fondato l'11 gennaio del 1956 e rappresenta le ferrovie nordcoreane. Ha vinto il campionato nazionale per sei volte, di cui cinque consecutive (1996, 1997, 1998, 1999, 2000, 2016). Nel 2017 ha partecipato alla AFC Champions League Two.

## Palmarès
- DPR Korea League: 6

1996, 1997, 1998, 1999, 2000, 2016